# Марио Жардел
Марио Жардел (порт. Mário Jardel; 18. септембар 1973) је бивши бразилски фудбалер и национални репрезентативац. Играо је на позицији нападача.

## Каријера
Пуну фудбалску афирмацију стекао је носећи дрес Васка да Гаме са којим је освојио три шампионата Кариока и Гремија са којим је освојио Копа либертадорес 1995. године и за који је на 73 првенствена меча постигао сјајних 67 голова. Био је то знак за почетак његове прве европске авантуре. Жардел је заиграо за Порто за који је постигао 166 голова на 169 утакмица и са којим је постао три пута за редом првак Португала. Године 1999. осваја своју прву "Златну копачку" са 36 постигнутих голова.
Године 2000. је прешао у Галатасарај и већ на свом првом мечу у Турској постигао је пет голова на свом дебију у дресу истанбулског клуба. Убрзо је овој екипи донео и УЕФА суперкуп са два гола против Реала пре него што се вратио у Португал, где је овог пута обукао дрес Спортинга. Бразилац је за "лавове" одиграо вероватно и најбољу сезону у животу (2001-02), освојио је дуплу круну и звање играча године уз 42 гола на 30 утакмица. На крају те сезоне поново је био најбољи стрелац Европе тако да му је по други пут у каријери уручена "Златна копачка".
Након одласка из Спортинга, кренуо је велики пад Жардела у каријери. Од 2003. године па све до 2011. променио је чак 14 клубова трагајући за старом формом, међутим никада је није пронашао.
Жардел је за репрезентацију Бразила одиграо 10 утакмица и постигао 1 гол.

## Трофеји

### Васко да Гама
- Лига Кариока (3) : 1992, 1993, 1994.

### Гремио
- Копа Либертадорес (1) : 1995.
- Рекопа Судамерикана (1) : 1996.
- Лига Гаушо (2) : 1995, 1996.

### Порто
- Првенство Португала (3) : 1996/97, 1997/98, 1998/99.
- Куп Португала (2) : 1997/98, 1999/00.
- Суперкуп Португала (3) : 1996, 1998, 1999.

### Галатасарај
- Суперкуп Европе (1) : 2000.

### Спортинг Лисабон
- Првенство Португала (1) : 2001/02.
- Куп Португала (1) : 2001/02.
- Суперкуп Португала (1) : 2002.

### Њуелс Олд Бојс
- Првенство Аргентине (1) : 2004.

### Гојас
- Лига Гојано (1) : 2006.

### Анортозис
- Куп Кипра (1) : 2006/07.

### Њукасл џетс
- Првенство Аустралије (1) : 2007/08.

### Бразил до 20
- Светско првенство (1) : 1993.

## Индивидуална признања
- Најбољи стрелац Копа Либертадорес (1) : 1995.
- Најбољи стрелац Првенства Португала (5) : 1996/97, 1997/98, 1998/99, 1999/00, 2001/02.
- Најбољи стрелац Купа Португала (3) : 1997/98, 1999/00, 2001/02.
- Златна копачка (2) : 1998/99, 2001/02.
- Најбољи стрелац Лиге шампиона (1) : 1999/00.
- Златна лопта Португала (3) : 1997, 1998, 2002.